# بنی حسن (یمن)
 بنی حسن  (در عربی:  بَنی حَسن )
نام روستایی است در دهستان القرعة از توابع استان رَیمه در کشور یمن در شبه جزیره عربستان

## جمعیت
جمعیت آن (۷۶ ) نفر (۸ خانوار) می‌باشد.